# Маале-Адумим
Маале́-Адуми́м (ивр. מַעֲלֵה אֲדוּמִּים‎) — израильский город в округе Иудея и Самария. Расположен на границе Иудейской пустыни, в 7 км к востоку от Иерусалима. Маале-Адумим считается пригородом Иерусалима с типичным городским образом жизни. Рядом с городом находится промышленная зона Мишор-Адумим. На территории, принадлежащей городскому муниципалитету, также расположено Управление полиции округа Иудеи и Самарии.

## Название
Название «Маале Адумим» буквально означает на иврите «Красный подъём». В библейские времена так назывался важный торговый и военный путь, который поднимался от Иерихона к Иерусалиму по горному коридору через район скал, имеющих красноватый цвет за счёт содержания фосфатов в породе (ср. араб. «Тал’ат а дам»). Этот коридор упоминается дважды в книге Иисуса Навина в связи с определением границы между наделами колен Иуды и Вениамина (Нав. 15:7, 18:17). «Красный подъём» обозначен там как проходящий южнее «Ущелья» (с определённым артиклем, то есть как бы «Главного Ущелья»), которое принято идентифицировать с непересыхающим и самым водоносным в регионе ущельем Прат (араб. «Вади эль-Кельт»).

## История
История города началась после Войны Судного дня, когда организованная в Иерусалиме группа поселенцев обосновалась на небольшой возвышенной территории, расположенной рядом с Мишор-Адумим и ныне называемой «Гиват ха-Меясдим» («Холм основателей»). Там в 1975 году были построены первые жилые дома. В 1979 году поселение получило от правительства Израиля официальный статус местного совета и стало расширяться на территорию, которую сегодня занимает город. В 1991 году Маале-Адумим официально получил статус городского совета — это был первый современный еврейский город, построенный на территории Иудеи и Самарии. В то время в нём проживало 15 500 человек. В 1997 году началось заселение нового городского района «Цемах ха-Саде», а в 1999 — открылся большой торговый центр «Каньон Адумим». В 2000 году началось строительство нового района «Нофей Села», который впоследствии стал самым большим и населенным городским районом. С 1992 года мэром Маале-Адумим избирался Бени Кашриэль.
В городской черте расположен ряд исторических достопримечательностей, среди которых руины древней крепости. Само место упоминается ещё в древнеегипетских источниках под названием «Адамам» и в книге Иисуса Навина (15:7). Поселение здесь существовало, очевидно, во все исторические периоды, а крепость была построена крестоносцами и называлась «Кастель Руж» (то есть «Красная крепость»). Укрепление не было разрушено, а айюбский правитель Саладин позже перестроил его и использовал. В турецкие времена здесь была полицейская станция, взорванная впоследствии англичанами. До Шестидневной войны Иордания (с 1948 года оккупировавшая этот регион) держала здесь военный пост.
В наше время при строительстве современного города были обнаружены внушительные руины монастыря св. Мартируса византийских времен с огромным многоцветным мозаичным полом, а немного ниже монастыря — монастырская маслодавильня с хорошо сохранившимися ваннами и желобами для оливкового масла. В Мишор-Адумим находятся руины Лавры св. Евфимия, основанной в 428 году одним из первых христианских монахов в Иудейской пустыне. Здесь сохранились останки церкви, монашеских келий, склепа, мозаика и колодец.

## Население
По данным Центрального статистического бюро Израиля, население на начало 2020 года составляло 38 155 человек.
По численности населения, город занимает 55 место среди всех населенных пунктов Израиля и 3 место в округе Иудея и Самария. Большинство жителей Маале-Адумим работают в Иерусалиме и в промышленной зоне Мишор-Адумим.

## Ландшафты
Маале-Адумим расположен на границе между Иудейскими горами и Иудейской пустыней. Местность — холмистая, с перепадом высот от 250 (Мишор-Адумим) до 450 (район «При Мегадим») метров над уровнем моря. Из города видны горы Иерусалима. Несмотря на жаркий и сухой климат, в городе есть множество парков, аллей, системой пешеходных и велосипедных дорожек, пересекающих улицы по туннелям и мостам.

## Городские районы
- «Авней ха-Хошен» — улицы этого района носят названия драгоценных камней. Здесь расположен старый торговый центр «Кикар Яхалом».
- «Хa-Нехалим» — улицы этого района носят названия израильских ручьев в районе Иудейской пустыни. Здесь расположена первая в городе синагога «Ор ха-Тора». Также здесь находятся руины монастыря св. Мартириуса.
- «Клей Шир» — улицы этого района носят названия библейских музыкальных инструментов.
- «Маханаим» — район, в котором проживают, в основном, русскоязычные религиозные евреи. Здесь находится одна из немногих в Израиле русскоязычных синагог организации «Маханаим».
- «Мицпе Нево» — район, в котором проживают, в основном, англоязычные религиозные евреи. При въезде стоит указатель с просьбой не въезжать в район в Шаббат. Здесь находится иешива «Биркат Моше».
- «Ха-Мецадим» — улицы этого района носят названия цитаделей и крепостей. Это район вилл и коттеджей, известный своим высоким уровнем жизни.
- «Месуа» — улицы этого района носят названия гор.
- «При Мегадим» (также называется район 03) — улицы этого района носят названия известных фраз и выражений из Песни Песней.
- «Цемах ха-Саде» (также называется район 06) — улицы этого района носят названия растений.
- «Нофей Села» (также называется район 07) — улицы этого района носят названия камней и видов горных пород. Единственный городской район, в котором осуществляется высотное строительство. В 2017 году здесь открылся новый торговый центр.
- «Мишор-Адумим» — промышленная зона, расположенная в 2 км к востоку от города. Здесь действуют около 340 предприятий и малых бизнесов[8], в том числе заводы по обработке металлов, производству продуктов питания, строительных материалов, текстиля; типографии, гаражи и столярные мастерские. Также здесь находится торговый центр и городское кладбище.

- «Авней ха-Хошен»
- «Ха-Нехалим»
- «Клей Шир»
- «Маханаим»
- «Мицпе Нево»
- «Ха-Мецадим»
- «Месуа»
- «При Мегадим»
- «Цемах ха-Саде»
- «Нофей Села»
- «Дерех ха-Гай»
- «Парк ха-Мишпаха»
- «Мицпе Эдна»

## Транспорт
Маале-Адумим расположен у шоссе , соединяющего Тель-Авив, Иерусалим и Мертвое море. Также возле города проходит дорога , ведущая в Восточный Иерусалим. В город ведут четыре въезда: два — с транспортной развязки Адумим (шоссе 1) в центр города; один — с шоссе 1 в район «Нофей Села» и ещё один — в район «Нофей Села» со стороны промышленной зоны Мишор-Адумим. Внутри Маале-Адумим нет светофоров, а на перекрестках организовано круговое движение. На главном выезде из города открыта большая стоянка, на которой можно оставить автомобиль и пересесть на автобусы, следующие в Иерусалим.
Пассажирские перевозки осуществляются автобусной компанией «Эгед Таавура».
- Городские автобусные маршруты между Маале-Адумим и Иерусалимом: №№ 120, 121, 122, 123, 124, 125, 126, 127, 129, 164, 165, 167, 168, 174, 175, 176, 177, 178.
- Городской автобусный маршрут №23 между Маале-Адумим и прилегающим к промышленной зоной Мишор-Адумим поселком Гив'ат ха-Меясдим (Холм основателей).
- Городской автобусный маршрут №28 между Маале-Адумим и расположенным неподалёку поселением Кейдар.
- Междугородние автобусные маршруты, связывающие Маале-Адумим с Тель-Авивом, Беэр-Шевой и Ариэлем.

Маале-Адумим входит в одну тарифную зону с Иерусалимом и Мевасерет-Ционом.
- Дорога в Иерусалим
- Транспортная развязка Адумим
- Один из въездов в город

## Образование
В городе открыты 21 школа и 78 детских садов. Среди городских учебных заведений — колледж «Декель Вильнаи ОРТ», Технологический колледж авиации и космонавтики, иешива «Биркат Моше», а также Центр повышения квалификации учителей. Дважды Маале-Адумим получал приз Министерства образования Израиля за достижения в этой области. По данным министерства, если в среднем по стране аттестат зрелости («багрут») получают 68,2% выпускников школ, то в Маале-Адумим этот показатель составляет 85,4%. Ещё один значимый показатель говорит о том, что  95,6% выпускников местных школ призываются на службу в ЦАХАЛ.

## Культура и достопримечательности города и окрестностей
- Художественный музей Кастель[10]. В музее выставлены работы израильского художника Моше Кастеля разных периодов его творчества. Здание музея спроектировано известным бразильским и израильским архитектором Давидом Резником.
- Археологический парк «Мартириус» — руины монастыря св. Мартируса[4] (V—VII вв.).
- Руины монастыря св. Евфимия (V в.) в Мишор-Адумим.
- Дворец культуры и филармония. Здесь проходят выступления израильских и иностранных артистов, в том числе гастроли российских исполнителей.
- Городская библиотека, включающая отдел книг на русском языке.
- Художественное оформление дизайнером Михаилом Яхилевичем синагоги Маханаим.
- Парк имени Ицхака Шамира (парк Шамир) с искусственным озером[11].

Город описан в произведениях израильской русскоязычной писательницы Дины Рубиной, долгое время проживавшей в Маале-Адумим. В 2017 году в Маале-Адумим с огромным успехом прошли гастроли Московского цирка-шапито.

В городе издается еженедельная местная газета «Зман Маале» («Время Маале»). В русскоязычной еженедельной газете «Наш Иерусалим» заместитель мэра города Борис Гросман ведет постоянную рубрику, в которой рассказывает о происходящих в городе событиях. 
- Михаил Яхилевич. Витражи фронтальной стены синагоги Маханаим
- Художественный музей Кастель
- Археологический парк «Мартириус»
- Руины монастыря св.Евфимия в Мишор-Адумим
- Смотровая площадка на гору Скопус, Иерусалим
- Городской бассейн
- Искусственное озеро в парке Шамир на въезде в город
- Афиша на русском языке на улице города

## Города-побратимы
- Уильямспорт, Пенсильвания
- Дряново